# Borough d'Antrim
Pour les articles homonymes, voir Antrim.
Le borough d’Antrim (Antrim Borough en anglais et Buirg Aontroma en gaélique d’Irlande), officiellement appelé Antrim (Aontroim en gaélique d’Irlande), est un ancien district de gouvernement local d’Irlande-du-Nord.
Créé en octobre 1973, il fusionne avec le borough de Newtownabbey en mars 2015 pour créer un autre district de gouvernement local, Antrim and Newtownabbey.

## Géographie
Le district est situé dans le comté d’Antrim, à une trentaine de kilomètres au nord-ouest de Belfast. Il borde la côte nord et est du Lough Neagh et inclut les villes d’Antrim, Toomebridge, Crumlin, Randalstown, Parkgate et Templepatrick.

## Histoire
Un district de gouvernement local (local government district en anglais) du nom d’Antrim est créé le 17 juillet 1972 par le Local Government (Boundaries) Order (Northern Ireland) du 20 juin 1972. Les institutions du district entrent en vigueur à compter du 1er octobre 1973 au sens du Local Government Act (Northern Ireland) du 23 mars 1972.
Le district d’Antrim reçoit le statut de borough par lettres patentes du 9 mai 1977.
La majeure partie des territoires des boroughs d’Antrim et de Newtownabbey sont réunis par le Local Government (Boundaries) Act (Northern Ireland) du 23 mai 2008. Le borough résultant de la fusion des anciens districts, Antrim and Newtownabbey, est créé à compter du 1er avril 2015 par le Local Government (Boundaries) Order (Northern Ireland) du 30 novembre 2012.

## Administration

### Conseil
L’Antrim Borough Council, littéralement, le « conseil du borough d’Antrim », est l’assemblée délibérante du borough d’Antrim, composée de 17 (1973-1985) puis de 19 membres (1985-2015), appelés les conseillers (councillors).
Un maire (mayor) et un vice-maire (deputy mayor) sont élus parmi les conseillers à l’occasion de chaque réunion générale annuelle du conseil du borough.

### Circonscriptions électorales
Le district de gouvernement local est divisé en autant de sections électorales (wards en anglais) que de conseillers. Celles-ci sont distribuées par zone électorale de district (district electoral area).
| Zone                           | 1973-1985,                                                     | 1985-1993                                                                           | 1993-2015                                                                             |
| ------------------------------ | -------------------------------------------------------------- | ----------------------------------------------------------------------------------- | ------------------------------------------------------------------------------------- |
| Première zone et ses sections  | A (5 sièges)                                                   | Antrim North West (5 sièges)                                                        | Antrim North West (5 sièges)                                                          |
| Première zone et ses sections  | - Cranfield - Drumanaway - Randalstown - Tardree - Toome       | - Cranfield - Drumanaway - Randalstown - Tardree - Toome                            | - Cranfield - Drumanaway - Randalstown - Shilvodan - Toome                            |
| Deuxième zone et ses sections  | B (5 sièges)                                                   | Antrim South East (7 sièges)                                                        | Antrim South East (7 sièges)                                                          |
| Deuxième zone et ses sections  | - Aldergrove - Ballyrobin - Crumlin - Parkgate - Templepatrick | - Aldergrove - Ballycraigy - Clady - Crumlin - Greystone - New Park - Templepatrick | - Aldergrove - Ballycraigy - Clady - Crumlin - Farranshane - Parkgate - Templepatrick |
| Troisième zone et ses sections | C (5 sièges)                                                   | Antrim Town (7 sièges)                                                              | Antrim Town (7 sièges)                                                                |
| Troisième zone et ses sections | - Balloo - Ballycraigy - Massereene - Parkhall - Stiles        | - Balloo - Fountain Hill - Massereene - Rathenraw - Springfarm - Steeple - Stiles   | - Balloo - Fountain Hill - Greystone - Massereene - Springfarm - Steeple - Stiles     |